# ブール・ノワゼット

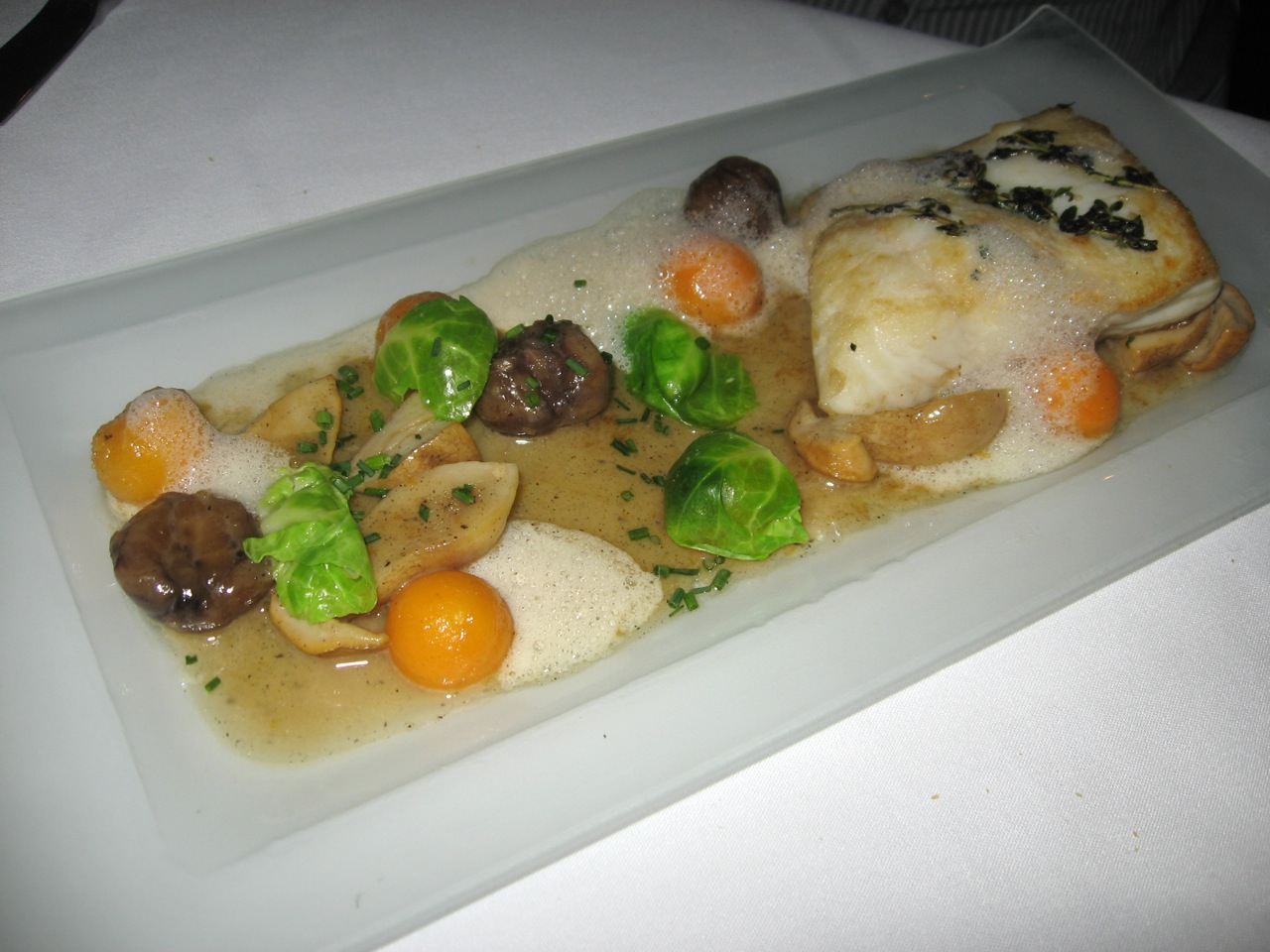
ブール・ノワゼットを用いた料理の例（オヒョウと野菜、キノコ）

ブール・ノワゼット（フランス語: beurre noisette）は、フランス料理で用いられるソースの一種。「ノワゼット」はフランス語で「ヘーゼルナッツ」の意であるが、ブール・ノワゼットにはヘーゼルナッツは用いられない。バターを茶色く焦がして作るソースである。
ブール・ノワゼットは、フランス料理では定番のソースの一つであり、主に魚のムニエルに使用されるが、肉料理や菓子にも使用される。
フレンス語で「ブール」は「バター」、「ノワゼット」は「ヘーゼルナッツ」の意である。バターを焦がして作るソースであり、バターを熱したソースの色がヘーゼルナッツに似ていること、あるいはヘーゼルナッツの色になるくらいまでバターを焦がすことからの命名となっている。
オーギュスト・エスコフィエは著作にて1ダース以上のソースのレシピを紹介しているが、ブール・ノワゼットも含まれている。
菓子に用いる場合、ブール・ノワゼットは焦げたバターによる芳醇な香りと、食した際の余韻が長くなり、深い味わいを与える。溶かしバターを使用するほうがあっさりした軽めの仕上がりになる。
バターを焦がして作るソースであり、焦げた部分を濾すレシピもあるが、舌触りなどには変化が無く、好みの問題となる。レモンやバジルを加え、爽やかな風味を追加するようなアレンジもある。バターを焦がす際の火力を強くし、焦げた色をより濃くするとブール・ノワールとなる。
アントナン・カレームによるブール・ノワゼットのレシピを例として以下に記載する。
1. スキレットを強火にかけ、バターを1かけら入れる[3]。
2. バターが焦げ始めたら、刻んだパセリと酢をスプーン2杯入れ、酢が飛ばないようにスキレットに蓋をする[3]。